# Outoul
Outoul (ook geschreven als Ouloul) is een dorp in de gemeente Tamanrasset, in de Algerijnse provincie Tamanrasset. Het ligt op de oostelijke oever van de rivier de Oued Outoul, 21 kilometer ten westen van de stad Tamanrasset.

## Gebeurtenissen
Op 19 juli 2023 kwamen er bij een zwaar busongeluk nabij Outoul zeker 34 mensen om het leven.